# یوجنیو مورل
یوجنیو مورل (انگلیسی: Eugenio Morel؛ زادهٔ ۲ فوریهٔ ۱۹۵۰) بازیکن فوتبال اهل پاراگوئه است.
از باشگاه‌هایی که در آن بازی کرده‌است می‌توان به باشگاه ورزشی سن لورنسو آلماگرو، باشگاه فوتبال آرژانتینوس جونیورز، و باشگاه فوتبال راسینگ کلوب آویاندا اشاره کرد.
وی همچنین در تیم ملی فوتبال پاراگوئه بازی کرده‌است.